# NGC 2246
NGC 2246 je emisijska maglica  u zviježđu Jednorogu. Dijelom je maglice Rozete.

## Vanjske poveznice
- SEDS: NGC 2246